# Salaheddine Benchikhi
Salaheddine Benchikhi (Casablanca, 1980) is een Marokkaans-Nederlands schrijver, interviewer, televisiepresentator en theatermaker.

## Biografie

### Jeugd
Benchikhi werd geboren in Marokko maar verhuisde als baby naar de omgeving Rotterdam.

### Schrijven
Hij begon met schrijven voor de website marokko.nl en begon de islamitische opiniewebsite elqalem.nl. In 2008 schreef hij voor de thema-editie Typisch Marokkaans van Hard gras. Zijn boek Salaheddine. NL kwam uit in 2013.

### Televisie
Benchikhi was voor het eerst op televisie in 2006 toen Sunny Bergman hem volgde voor het programma De Toekomst: Hoezo integratie? van de VPRO. In 2012 en 2013 was hij columnist voor het NCRV-programma Altijd Wat. Voor de NPS maakte hij het programma Ab & Sal (2007 en 2010), voor de NTR SalaheddineNL (2011), Blauw en bont (2014) en Salaheddine onderzoekt (2015) en voor de VPRO de reportageserie Salaheddine in Amerika (2014). Zijn programma's bestaan veelal uit (straat)interviews en gaan over de multiculturele samenleving en onderwerpen die betrekking hebben op de Marokkaanse gemeenschap.

### Theater
In 2009 debuteerde hij in het theater met de show Salaheddine Live, daarna maakte hij Salaheddine on Stage en de compilatieshow The Best of Salaheddine. Vanaf 2015 speelde hij The New Show! in theaters in Nederland en België.